# Dom przy ul. Jadernych 5 w Mielcu
Dom przy ul. Jadernych 5 w Mielcu – budynek wpisany do rejestru zabytków nieruchomych województwa podkarpackiego pod numerem A-870 z 19.09.1990. Parterowy budynek na planie prostokąta wybudowany w latach dwudziestych XX wieku. Posiada przybudówkę od strony ogrodu. Dach dwuspadowy z blachy. Mieściła się tu filia Getin Banku.